# Предраг Павловић (фудбалер)
Предраг Павловић (Крушевац, 19. јун 1986) бивши је српски фудбалер.

## Клупска каријера
Павловић је поникао у Напретку из Крушевца, одакле је као 14-годишњак отишао у Партизан. У Партизану је завршио омладински стаж, али за први тим црно-белих није заиграо. Ишао је на позајмице у матични Напредак, па у Телеоптик, па поново у Напредак да би лета 2006. и званично постао играч крушевачког клуба. Са Напретком је у сезони 2006/07. наступао у Првој лиги Србије, а након тога је три сезоне играо у Суперлиги Србије.
У јулу 2010. потписао је четворогодишњи уговор са мађарским Дебрецином. У овом клубу је провео једну полусезону, током које је забележио само два наступа, оба у Купу Мађарске. Одиграо је и шест утакмица за други тим Дебрецина у другој лиги Мађарске. За други део сезоне 2010/11. се вратио у Србију и потписао уговор са суперлигашем Металацем из Горњег Милановца.
У јулу 2011. потписао је четворогодишњи уговор са ОФК Београдом. Одиграо је осам суперлигашких утакмица до новембра 2011, када је доживео повреду због које је пропустио остатак сезоне. Лета 2012. се вратио на терен, и одиграо 21 суперлигашку утакмицу у сезони 2012/13. Почео је и сезону 2013/14. у ОФК Београду, али је у октобру 2013. објавио да завршава играчку каријеру. Ипак убрзо се предомислио, па је од другог дела сезоне 2013/14. заиграо за Нови Пазар. Провео је две године играјући за Нови Пазар у Суперлиги Србије.
У јануару 2016. потписао је једногодишњи уговор са литванским прволигашем Судувом. Након годину дана у Литванији, Павловић се у јануару 2017. вратио у српски фудбал и потписао за Младост из Лучана. Три по сезоне је наступао за Младост, да би се јула 2020. вратио у Крушевац, али овај пут у екипу Трајала. Три сезоне је наступао за Трајал након чега је завршио играчку каријеру.

## Репрезентација
Са репрезентацијом Србије и Црне Горе до 19 година је играо на Европском првенству 2005. у Северној Ирској, где је национални тим поражен у полуфиналу од Енглеске.
Са младом репрезентацијом Србије је играо на Европском првенству 2007. у Холандији, где је освојено друго место. Са олимпијском репрезентацијом је наступао на Олимпијским играма 2008. у Пекингу.